# 마이크크랙
미구엘 베르날 몬테스 (Miguel Bernal Montes ,1993년 ~ ) 마이크크랙 (Mikecrack) 으로 더 잘 알려진는 스페인 유튜브 사용자이자 컴퓨터 애니메이터, 가수, 비디오 게임의 렛츠 플레이 와 애니메이션, 음악 패러디로 잘 알려져 있다.
이들은 태국과 인도네시아에서 가장 많은 구독자를 보유한 스페인어 유튜버입니다.

## 전기 및 경력
후안 타마리즈 (Juan Tamariz)의 마술사 학교에서 4년을 공부한 베르날은 2009년에 유튜브 채널을 시작하여 마술을 업로드했다. 그는 나중에 대학에서 생물의학 기술을 공부하기 위해 해당 채널을 떠났고, 2015년에 졸업했다 2016년 2월 석사 학위 공부 중, 그는 게임 콘텐츠에 초점을 맞춘 새로운 유튜브 채널에 첫 번째 동영상을 업로드했다.
베르날의 채널은 주로 마인크래프트 비디오 게임과 관련된 동영상에 중점을 두고 있다. 그는 또한 음악 패러디와 애니메이션 비디오를 업로드한다. 그의 비디오에서 눈에 띄는 측면은 핀과 제이크의 어드벤처 타임 ‘개 제이크’(Jake the Dog) 와 유사한 애니메이션 개 캐릭터인 마이크라는 화면상의 페르소나이다.
베르날은 스페인 YouTube 사용자 엘트롤리노 (ElTrollino), 팀바 비케이 (Timba Vk) 및 스파르타356 (Sparta356) 과 함께 Los #CoMPas 라는 팀을 만들었다. 팀은 자주 함께 비디오를 녹화했다.
2020년에 포브스 스인은 올해 스페인의 영향력 있는 100대 영향력자 목록에 베르날을 선정했다.
2021년에는 구독자 수 3천만 명을 돌파하여 스페인에서 구독자 수 기준 세 번째 채널이 되었다.  그는 또한 《마이크의 개집》 (Las Perrerías de Mike)라는 이름의 오리지널 애니메이션 시리즈를 만들었다.  2023년 7월 30일에는 El Rubius (엘 루비우스) 제치고 스페인 유튜버 중 가장 많은 구독자를 기록했다.

## 수상 내역
| 년도 | 의식            | 범주     | 결과  | 참조 |
| ---- | --------------- | -------- | ----- | ---- |
| 2020 | 스트리밍 어워드 | 국제적인 | [ 7 ] |      |
| 2021 | 스트리밍 어워드 | 국제적인 |       |      |